# Giuseppe Riccobaldi del Bava

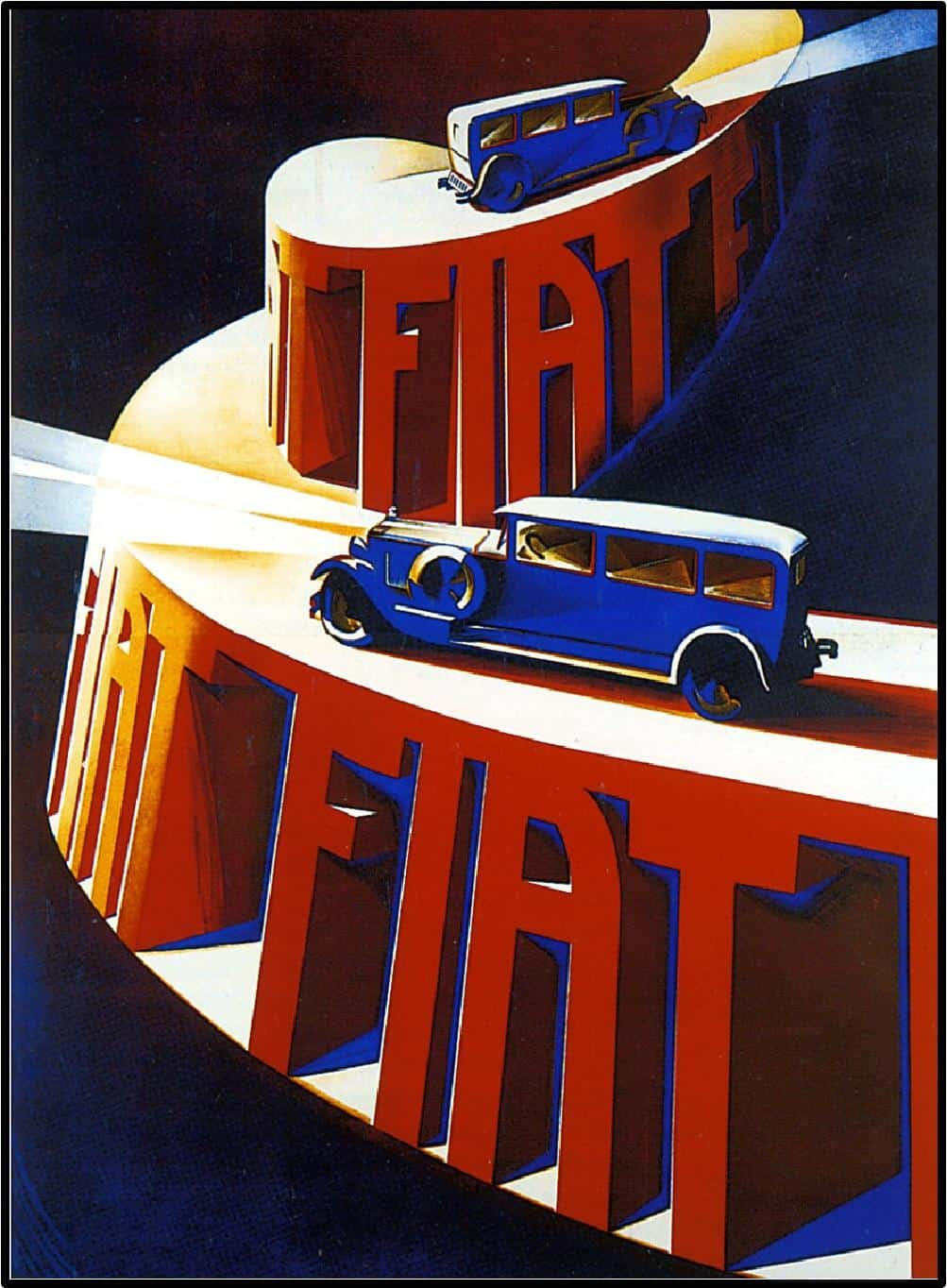
Manifesto pubblicitario Fiat con rampa spirale, 1928

Giuseppe Riccobaldi del Bava (Firenze, 4 luglio 1887 – Genova, 21 aprile 1976) è stato un pittore e illustratore italiano.

## Biografia
Giuseppe Riccobaldi del Bava  ha iniziato la sua carriera realizzando illustrazioni di libri e nel 1916 diviene lllustratore per il Corriere dei Piccoli. Negli anni venti disegna alcuni manifesti cinematografici tra cui Metropolis di Fritz Lang.
Successivamente ha dipinto noti manifesti pubblicitari di prodotti di successo per diverse aziende, tra cui Fiat, Pirelli, Magneti Marelli, Ansaldo, Martini e Cinzano.
Dopo la seconda guerra mondiale si dedica maggiormente all'attività di illustratore, producendo manifesti legati alla promozione turistica.